# Manuel Pavía
Manuel Pavía y Rodríguez de Alburquerque (Cádiz, 2 de agosto de 1827-Madrid, 4 de enero de 1895) fue un general español cuyo golpe de Estado acabó en la práctica con la Primera República. En el imaginario colectivo ha quedado que entró en el Congreso a lomos de su caballo, el «caballo de Pavía». Sin embargo, este hecho en realidad no ocurrió.

## Carrera militar
Pavía ingresó en el Colegio de Artillería en 1841. Obtuvo el grado de capitán de artillería por los sucesos que tuvieron lugar en Madrid en marzo y mayo de 1848. Ascendió a comandante por los de julio de 1854.
Siendo comandante de artillería, participó en la sublevación de Villarejo de Salvanés (3 de enero de 1866) al mando de Juan Prim y, tras el fracaso de dicho pronunciamiento militar, partió al exilio, regresando tras la Revolución de 1868 que destronó a Isabel II.
Durante la I República combatió contra los carlistas en Navarra y contra los movimientos cantonales en Andalucía, siendo designado capitán general de Castilla la Nueva durante la presidencia del republicano unitario Emilio Castelar, un presidente con quien mantuvo una buena relación, dado que ambos compartían la idea de que España debía solucionar sus problemas con «orden, unidad y disciplina», si bien el mandatario consideraba que toda acción debía llevarse a cabo dentro de la legalidad y Pavía era conocido por su proclividad a dar un golpe militar si la legalidad no bastaba para llegar a ese fin.

### Golpe de Estado de 1874

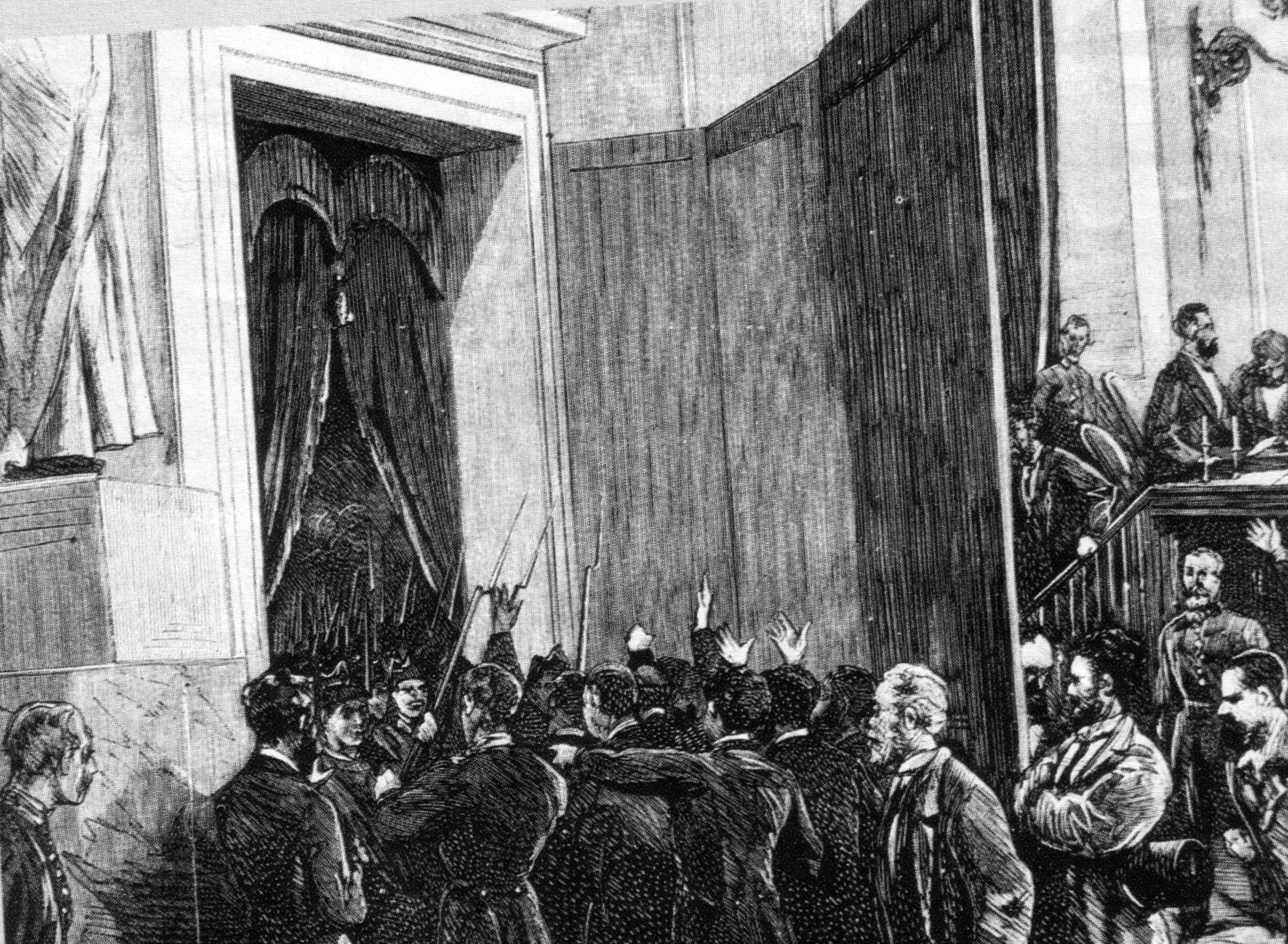
Golpe de Estado de Pavía en La Ilustración Española y Americana

El 3 de enero de 1874, cuando Castelar perdió una moción de confianza y se procedía a la elección de un nuevo Gobierno, a cuya presidencia aspiraba el centrista Eduardo Palanca, Pavía hizo llegar una nota al presidente de las Cortes, Nicolás Salmerón, ordenándole que desalojase el local. Los diputados no obedecieron la orden y permanecieron en sus asientos, aunque terminaron haciéndolo cuando una dotación de la Guardia Civil se presentó en el hemiciclo y los desalojó, disolviendo las Cortes y dando fin al régimen parlamentario republicano.
Tras el golpe de Estado, Pavía convocó a todos los partidos políticos —excepto cantonalistas y carlistas— para formar un gobierno de concentración nacional, que daría el poder al general Serrano, comenzando así una dictadura republicana que culminaría con la restauración de la monarquía en la persona de Alfonso XII.
El acto de Pavía ante las Cortes fue juzgado muy duramente por los partidarios del sistema parlamentario. El propio Castelar publicó al día siguiente de los hechos una protesta enérgica, que de todos modos no acalló los rumores de que el golpe de Estado había sido preparado con su connivencia.
Durante unos meses fue general en jefe del Ejército del Centro, pero el 28 de septiembre de 1874 el ministro de la Guerra Francisco Serrano Bedoya eligió a Joaquín Jovellar y Soler para sustituirlo. Jovellar se sumó a los preparativos del pronunciamiento de Sagunto, encabezado por el general Arsenio Martínez Campos para restablecer en el trono a la Casa de Borbón.

## Actividad durante el reinado de Alfonso XII
Tras disolver las Cortes republicanas, Pavía comunicó lo sucedido a las autoridades civiles y militares, y a los representantes de España en el extranjero, anunciando que el poder pasaría a los jefes de todos los partidos políticos, con excepción de carlistas y federales. Hizo entrega del poder en el Congreso a los representantes de los partidos y a los capitanes generales del ejército. Recomendó la instauración de una república unitaria y para evitar que se vieran coaccionados, les dejó solos para que resolvieran entre ellos.
Los alfonsinos reclamaron el fin del régimen republicano. Castelar no quiso intervenir. Las intenciones de Pavía de que se formara un gobierno puramente militar tampoco prosperaron, formándose un gabinete de constitucionalistas y radicales presidido por el duque de la Torre.
El general Pavía dejó el mando en mayo de 1874, quedando en situación "de cuartel".
En julio fue nombrado general en jefe del ejército del Centro. Aplicando su sistema de columnas volantes consiguió unas serie de victorias, si bien no pudo hacer honor a su promesa de acabar con el carlismo en quince días. Fue destituido en septiembre por haber contestado con dureza a algunos telegramas del ministro, y pasó nuevamente a situación "de cuartel", situación en la que se encontraba al proclamarse Alfonso XII.
El nuevo monarca le colmó de atenciones y, con el apoyo del gobierno, consiguió ser elegido diputado por Madrid en 1876, de manera que pudo defender personalmente en Cortes su actuación del 3 de enero de 1874. En aquellas cortes se opuso al matrimonio de Alfonso XII con María de las Mercedes de Orleans y votó siempre en contra del gobierno.
Fue nombrado senador vitalicio por Cánovas del Castillo en 1880.
El 4 de enero de 1895, en vísperas de que estallara la definitiva guerra hispano-cubano, Manuel María de Pavía y Rodríguez de Albuquerque murió en su domicilio de la calle de la Independencia, n.º 2, en Madrid.